# Spolek sochařů České republiky
Spolek sochařů České republiky vznikl 2. listopadu 1990 jako Sdružení sochařů Čech, Moravy a Slezska. Jedná se o profesní organizaci sdružující sochaře z Česka. Vypisuje sochařské soutěže, prezentuje a podporuje sochařskou tvorbu a spolupracuje při organizování veřejných sochařsko-architektonických soutěží. Zaměřuje se především na figurální a portrétní tvorbu.

## Aktivity
1. června 2022 vydala Rada spolku v zastoupení Jura Plieštik, Jiří Středa a Marie Šeborová prohlášení Ne válce na Ukrajině!, kterým odsuzuje napadení Ukrajiny Ruskou federací a Běloruskem a žádá okamžité zastavení bojů, stažení ruských a běloruských vojsk z okupovaného území a ukončení války.
21. listopadu 2022 rozeslal spolek dotazník osobám působícím v oblasti výtvarného umění. Jeho účelem je získat podklady pro Ministerstvo kultury k návrhu zákonné úpravy o „Statusu umělce“.
V dubnu 2019 uspořádal spolek v Nové síni kolektivní výstavu portrétů s názvem "Lechtivá socha" k výročí 50 let od sejmutí Palachovy posmrtné masky, kterou provedl sochař Olbram Zoubek.

## Seznam členů
- Oldřich Drahotušský (1929–1994)
- Antonín Gajdušek (* 1927)
- Josef Hnízdil (* 1952)
- Josef Hrdlička (* 1955)
- Petr Hyliš (* 1956)
- Ladislav Janouch (* 1944)
- Ivan Jilemnický (1944–2012)
- Josef Klimeš (1928–2018)
- Jaroslav Křížek (* 1968)
- Marie Leontovyčová (* 1927)
- Karel Meloun (1950–2022)
- Pavel Míka (* 1952)
- Karel Peřina (* 1948)
- Pisklák Libor (* 1962)
- Jindřich Plotica Stein (* 1957)
- Vladimír Preclík (1929–2008)
- Zdeněk Preclík (* 1949)
- Pavel Přikryl (* 1940)
- Petr Roztočil (* 1944)
- Vilém Šebek (* 1937)
- Jiří Středa (* 1956)
- Alena Sukupová (* 1939)
- Otilie Demelová Šuterová (* 1940)
- František Svátek (* 1945)
- Daniel Talavera (* 1969)
- Tomáš Tichý (* 1950)
- Jiří Tuček (* 1939)
- Jaroslav Vacek (* 1923)
- Milan Vácha (* 1944)
- Josef Vajce (1937–2011)
- Jiří Vaněk (* 1948)
- Blanka Ajmavá Voldřichová (* 1934)
- Jiří Volf (* 1944)
- Vít Zdrůbecký (* 1959)

## Výstavy
- 2007 Rande 52, Galerie Deset, Praha
- 2009 Sdružení pražských malířů, Sdružení sochařů Čech, Moravy a Slezska, Galerie Nová síň, Praha
- 2010 Sdružení pražských malířů, hosté ze Sdružení sochařů Čech, Moravy a Slezska, Chvalský zámek, Praha
- 2010 Pod povrchem, Sdružení sochařů Čech, Moravy a Slezska, Galerie Salva Guarda, Litoměřice
- 2012 Euroart 2012 Sdružení sochařů, Čech, Moravy a Slezska, Zámek Klášterec nad Ohří
- 2012 Socha a barva, ČVUT – fakulta architektury, Praha
- 2012 Nad povrchem, Akademie věd – hlavní budova, Praha
- 2013 Salon 2013 věnovaný sochaři Josefu Vajcemu, Staroměstská radnice, Křížová chodba a Rytířský sál, Praha

## Publikace
- Sdružení pražských malířů, Sdružení sochařů Čech, Moravy a Slezska, 2009, Hruška J, kat. 20 s., Galerie Nová síň, vl. nákladem